# کانات اسلام
کانات اسلام (قزاقی: قانات یسلام Қанат Ислам Qanat Ïsläm؛ زادهٔ ۱۳ سپتامبر ۱۹۸۴) بوکسور اهل قزاقستان است.